# Campbell (Californië)
Campbell is een plaats (city) in de Amerikaanse staat Californië, en valt bestuurlijk gezien onder Santa Clara County.

## Demografie
Bij de volkstelling in 2000 werd het aantal inwoners vastgesteld op 38.138.
In 2006 is het aantal inwoners door het United States Census Bureau geschat op 37.520, een daling van 618 (-1.6%).

## Geboren
- Lars Frederiksen, 30 augustus 1971, gitarist van de band Rancid

## Geografie
Volgens het United States Census Bureau beslaat de plaats een oppervlakte van
14,8 km², waarvan 14,5 km² land en 0,3 km² water.

## Plaatsen in de nabije omgeving
De onderstaande figuur toont nabijgelegen plaatsen in een straal van 8 km rond Campbell.